# 阿尤恩省

阿尤恩省旗帜

阿尤恩省在阿尤恩-萨基亚-阿姆拉大区（2015年前为阿尤恩-布支杜尔-萨基亚-阿姆拉大区）西北部 ，其中包括摩洛哥在西撒哈拉的争议领土。它的人口在2004年为210,023。现今的人口是199,603，其主要城镇阿尤恩。